# Escrita fonética
Escrita Fonética é todo aquele sistema de escrita que se baseia na representação dos sons da fala.

## Histórico
Acredita-se que a escrita fonética começou a surgir por volta do ano 3500 a.C., a partir da escrita cuneiforme dos sumérios, a qual mesclava elementos de caráter fonéticos e pictográficos, tal como o japonês atual, sendo aperfeiçoada com o tempo.
Posteriormente, desenvolveram-se silabários entre povos semitas e povos do Mediterrâneo. Estas seriam as primeiras escritas de caráter essencialmente fonético. Um destes sistemas de escrita é o Linear B, utilizado por povos micênicos. Sendo uma escrita fonética, porém, seus signos representavam sílabas, e não fonemas.
Datam de cerca 1.400 a.C. os achados daquela que foi, possivelmente a primeira escrita fonética alfabética, a escrita ugarítica, o primeiro alfabeto de que se tem notícia, composto de 27 consoantes e 3 vogais. Descoberto em 1928 e posteriormente decifrado, este alfabeto foi utilizado por um povo de origem cananéia que habitou a cidade-estado de Ugarit, na atual Síria.
Após a decadência de Ugarit, a escrita fenícia, mais limitada, pois era formada de 22 caracteres, todos representando consoantes, como ocorre na maioria das línguas semíticas, deu origem a outros alfabetos no Mediterrâneo e no Oriente Médio. É o caso do alfabeto grego, que deu origem ao romano (portanto, ao que utilizamos em língua portuguesa). Os registros mais antigos do alfabeto fenício datam de cerca de 1.050 a.C. No entanto, conforme alguns teóricos, a escrita fenícia não seria genuinamente alfabética, por não permitir a leitura das vogais, a não ser a partir da compreensão de um contexto verbal.

## Alfabético Fonético Internacional
A escrita alfabética, tal como a ugarítica e a latina, representam um avanço, pois permite o registro de um maior número de sons da fala, mas nenhum deles se configura como escrita fonética universal porque a transposição dos símbolos para sons depende do conhecimento das línguas e pronúncias locais.
Todos os alfabetos reproduzem sons iguais com diferentes formas gráficas ou, pelo contrário, reproduzem sons diferentes com a mesma notação. Somente para fins científicos, criou-se uma forma de notação totalmente fonética, o Alfabeto Fonético Internacional, no qual há mais de cem caracteres para transcrever os sons dos mais diversos idiomas.